# تیم ملی بسکتبال زنان ایالات متحده آمریکا
تیم ملی بسکتبال زنان آمریکا، نام تیم ملی رسمی زنان بزرگسال ایالات متحده آمریکا است که کشور آمریکا را در مسابقات جهانی و بین‌المللی بسکتبال نمایندگی می‌کند. تیم ملی بسکتبال آمریکا زیر نظر فدراسیون بسکتبال ایالات متحده آمریکا فعالیت می‌کند.
این تیم در رده‌بندی جهانی فیبا در رتبه نخست جهان قرار دارد.

## سابقه در المپیک
| سال   | مکان                                   | رده                                    | بازی                                   | برد                                    | باخت                                   |
| ----- | -------------------------------------- | -------------------------------------- | -------------------------------------- | -------------------------------------- | -------------------------------------- |
| ۱۹۷۶  | مقام دوم                               | ۲ام                                    | ۵                                      | ۳                                      | ۲                                      |
| ۱۹۸۰  | تحریم بازیهای المپیک تابستانی سال ۱۹۸۰ | تحریم بازیهای المپیک تابستانی سال ۱۹۸۰ | تحریم بازیهای المپیک تابستانی سال ۱۹۸۰ | تحریم بازیهای المپیک تابستانی سال ۱۹۸۰ | تحریم بازیهای المپیک تابستانی سال ۱۹۸۰ |
| ۱۹۸۴  | قهرمان                                 | ۱ام                                    | ۶                                      | ۶                                      | ۰                                      |
| ۱۹۸۸  | قهرمان                                 | ۱ام                                    | ۵                                      | ۵                                      | ۰                                      |
| ۱۹۹۲  | مقام سوم                               | ۳ام                                    | ۵                                      | ۴                                      | ۱                                      |
| ۱۹۹۶  | قهرمان                                 | ۱ام                                    | ۸                                      | ۸                                      | ۰                                      |
| ۲۰۰۰  | قهرمان                                 | ۱ام                                    | ۸                                      | ۸                                      | ۰                                      |
| ۲۰۰۴  | قهرمان                                 | ۱ام                                    | ۸                                      | ۸                                      | ۰                                      |
| ۲۰۰۸  | قهرمان                                 | ۱ام                                    | ۸                                      | ۸                                      | ۰                                      |
| ۲۰۱۲  | قهرمان                                 | ۱ام                                    | ۸                                      | ۸                                      | ۰                                      |
| ۲۰۱۶  | قهرمان                                 | ۱ام                                    | ۸                                      | ۸                                      | ۰                                      |
| ۲۰۲۰  | قهرمان                                 | ۱ام                                    | ۶                                      | ۶                                      | ۰                                      |
| ۲۰۲۴  | قهرمان                                 | ۱ام                                    | ۶                                      | ۶                                      | ۰                                      |
| ۲۰۲۸  | درآینده                                | درآینده                                | درآینده                                | درآینده                                | درآینده                                |
| مجموع | ۱۰ قهرمانی                             | ۱۲/۱۳                                  | ۸۱                                     | ۷۸                                     | ۳                                      |

## سابقه در فیبا
| سال   | مکان       | رده       | بازی      | برد       | باخت      |
| ----- | ---------- | --------- | --------- | --------- | --------- |
| 1953  | قهرمان     | 1ام       | ۶         | ۵         | ۱         |
| 1957  | قهرمان     | 1ام       | ۹         | ۸         | ۱         |
| 1959  | شرکت نکرد  | شرکت نکرد | شرکت نکرد | شرکت نکرد | شرکت نکرد |
| 1964  | مقام چهارم | 4ام       | ۹         | ۵         | ۴         |
| 1967  |            | 11ام      | ۶         | ۱         | ۵         |
| 1971  |            | 8ام       | ۸         | ۶         | ۲         |
| 1975  |            | 8ام       | ۷         | ۴         | ۳         |
| 1979  | قهرمان     | 1ام       | ۶         | ۵         | ۱         |
| 1983  | مقام دوم   | 2ام       | ۸         | ۶         | ۲         |
| 1986  | قهرمان     | 1ام       | ۷         | ۷         | ۰         |
| 1990  | قهرمان     | 1ام       | ۸         | ۸         | ۰         |
| 1994  | مقام سوم   | 3rd       | ۸         | ۷         | ۱         |
| 1998  | قهرمان     | 1ام       | ۹         | ۹         | ۰         |
| 2002  | قهرمان     | 1ام       | ۹         | ۹         | ۰         |
| 2006  | مقام سوم   | 3rd       | ۹         | ۸         | ۱         |
| 2010  | قهرمان     | 1ام       | ۹         | ۹         | ۰         |
| 2014  | قهرمان     | 1ام       | ۶         | ۶         | ۰         |
| 2018  | Qualified  | Qualified | Qualified | Qualified | Qualified |
| مجموع | 9 Titles   | ۱۷/۱۸     | ۱۲۴       | ۱۰۳       | ۲۱        |